# Maytê Carvalho
Maytê Carvalho é uma comunicóloga, empresária, publicitária, escritora e professora de São Paulo. É a autora do best-seller Persuasão - Guia prático sobre retórica e comunicação persuasiva. Foi eleita uma das seis grandes mulheres líderes de startups em 2017 pela GQ. Maytê Carvalho é formada em marketing pela ESPM. Já trabalhou na O Boticário e na Unilever.Na televisão, esteve presente n' O Aprendiz. No Shark Tank Brasil, ganhou 150 mil reais de Camila Farani para investir na própria empresa, a b.pass. Em outubro de 2020 tornou-se colunista do canal do YouTube da Gabriela Prioli, onde fala sobre discurso.

## Filmografia
| Ano           | Título                     | Formato          | Distribuição      |
| 2009          | Aprendiz 6 - Universitário | Reality show     | RecordTV          |
| 2013          | Aprendiz - O Retorno       | Reality show     | RecordTV          |
| 2017          | Shark Tank Brasil          | Game show        | Rede Bandeirantes |
| 2020-presente | Casa do Saber              | Canal do YouTube | YouTube           |
| 2020-presente | Gabriela Prioli            | Canal do YouTube | YouTube           |